# Rhipidura albiscapa
Rhipidura albiscapa (Gould, 1840) è un uccello passeriforme appartenenta alla famiglia dei Rhipiduridae.
Si trova in Australia, Isole Salomone, Vanuatu e Nuova Caledonia.